# MurmurHash2
MurmurHash2 — простая и быстрая хеш-функция общего назначения, разработанная Остином Эпплби. Не является криптографически-безопасной, возвращает 32-разрядное беззнаковое число.
Из достоинств функции авторами отмечена простота, хорошее распределение, мощный лавинный эффект, высокая скорость и сравнительно высокая устойчивость к коллизиям. Текущие версии алгоритма оптимизированы под Intel-совместимые процессоры.

## Пример кода
```
unsigned
 
int
 
MurmurHash2
 
(
char
 
*
 
key
,
 
unsigned
 
int
 
len
)

{

  
const
 
unsigned
 
int
 
m
 
=
 
0x5bd1e995
;

  
const
 
unsigned
 
int
 
seed
 
=
 
0
;

  
const
 
int
 
r
 
=
 
24
;

  
unsigned
 
int
 
h
 
=
 
seed
 
^
 
len
;

  
const
 
unsigned
 
char
 
*
 
data
 
=
 
(
const
 
unsigned
 
char
 
*
)
key
;

  
unsigned
 
int
 
k
 
=
 
0
;

  
while
 
(
len
 
>=
 
4
)

  
{

      
k
  
=
 
data
[
0
];

      
k
 
|=
 
data
[
1
]
 
<<
 
8
;

      
k
 
|=
 
data
[
2
]
 
<<
 
16
;

      
k
 
|=
 
data
[
3
]
 
<<
 
24
;

      
k
 
*=
 
m
;

      
k
 
^=
 
k
 
>>
 
r
;

      
k
 
*=
 
m
;

      
h
 
*=
 
m
;

      
h
 
^=
 
k
;

      
data
 
+=
 
4
;

      
len
 
-=
 
4
;

  
}

  
switch
 
(
len
)

  
{

    
case
 
3
:

      
h
 
^=
 
data
[
2
]
 
<<
 
16
;

    
case
 
2
:

      
h
 
^=
 
data
[
1
]
 
<<
 
8
;

    
case
 
1
:

      
h
 
^=
 
data
[
0
];

      
h
 
*=
 
m
;

  
};

  
h
 
^=
 
h
 
>>
 
13
;

  
h
 
*=
 
m
;

  
h
 
^=
 
h
 
>>
 
15
;

  
return
 
h
;

}

```

## MurmurHash 2A
Вторая версия хеш-функции имеет некоторые недостатки. В частности, это проблема коллизий на небольших строках. Исправленный вариант имеет структуру типа Merkle-Damgard, выполняется немного медленнее (примерно на 20 %), но показывает лучшую статистику.
```
#define mmix(h,k) { k *= m; k ^= k >> r; k *= m; h *= m; h ^= k; }

unsigned
 
int
 
MurmurHash2A
 
(
 
const
 
void
 
*
 
key
,
 
int
 
len
,
 
unsigned
 
int
 
seed
 
)

{

	
const
 
unsigned
 
int
 
m
 
=
 
0x5bd1e995
;

	
const
 
int
 
r
 
=
 
24
;

	
unsigned
 
int
 
l
 
=
 
len
;

	
const
 
unsigned
 
char
 
*
 
data
 
=
 
(
const
 
unsigned
 
char
 
*
)
key
;

	
unsigned
 
int
 
h
 
=
 
seed
;

	
unsigned
 
int
 
k
;

	
while
(
len
 
>=
 
4
)

	
{

		
k
 
=
 
*
(
unsigned
 
int
*
)
data
;

		
mmix
(
h
,
k
);

		
data
 
+=
 
4
;

		
len
 
-=
 
4
;

	
}

	
unsigned
 
int
 
t
 
=
 
0
;

	
switch
(
len
)

	
{

	
case
 
3
:
 
t
 
^=
 
data
[
2
]
 
<<
 
16
;

	
case
 
2
:
 
t
 
^=
 
data
[
1
]
 
<<
 
8
;

	
case
 
1
:
 
t
 
^=
 
data
[
0
];

	
};

	
mmix
(
h
,
t
);

	
mmix
(
h
,
l
);

	
h
 
^=
 
h
 
>>
 
13
;

	
h
 
*=
 
m
;

	
h
 
^=
 
h
 
>>
 
15
;

	
return
 
h
;

}

```